# Провінції Італії

Мапа італійських провінцій

Провінція Італії (італ. provincia d'Italia — вимова: прові́нча д-Іта́лья) — адміністративна одиниця другого рівня, між комуною і регіоном.
Провінція складається з великої кількості комун, і, зазвичай, кілька провінцій утворюють один регіон. Регіон Валле-д'Аоста є єдиним регіоном, що не має провінцій: її адміністративні функції виконує регіональний уряд, однак, зазвичай, вона розглядається як одна провінція. Всі провінції, крім автономних, входять до складу Союзу провінцій Італії

## Адміністративно-правові відомості
Адміністративно-правові норми про італійські провінції міститься в розділі V частини II Конституції Італії (починаючи із ст. 114). Кількість провінцій в Італії, в останні роки неухильно зростає. Позаяк багато нових провінцій виходять із складу старих, часом маючи кількість населення менш ніж сто тисяч жителів (це менше, ніж деякі італійські Комуни). З 2006 року в Італії налічується 110 провінцій (у тому числі Валле-д'Аоста).
Кожна провінція очолюється президентом. Крім того кожна провінція має Провінційну раду та виконавчий орган — провінційну Джунту. Президент та члени Провінційної ради обираються громадянами провінції. Коаліція обраного президента (якому для перемоги необхідна абсолютна більшість голосів у першому або другому турі голосування) отримує три п'ятих місць у Провінційній раді. Джунта очолюється президентом, який призначає інших її членів (італ. assessori). У кожній провінції також є префект (італ. prefetto) — представник центрального уряду, який очолює організацію, що має назву Урядова територіальна префектурна служба (італ. prefettura-ufficio territoriale del governo).
Провінції також мають провінційну поліцію (італ. Polizia Provinciale), яка залежить від місцевих органів влади. Квестор (італ. Questore) є главою державної поліції (італ. Polizia di Stato) в провінції і його офіс називається квестура.
Провінції Больцано і Тренто є автономними: на відміну від усіх інших італійських провінцій вони мають законодавчі повноваження регіонів і не підпорядковані регіону, до складу якого входять (Трентіно-Альто-Адідже).

## Основні функції провінцій
- Місцеве планування і зонування
- Утримання місцевої поліції та пожежних служб.
- Автотранспортне регулювання (реєстрації автомобілів, технічне обслуговування місцевих доріг та ін.)

## Статистика
| Місце | Провінція       | Площа (км²) |
| ----- | --------------- | ----------- |
| 1     | Больцано        | 7.396       |
| 2     | Фоджа           | 6.966       |
| 3     | Кунео           | 6.902       |
| 4     | Турин           | 6.829       |
| 5     | Козенца         | 6.650       |
|       |                 |             |
| 106   | Лоді            | 782         |
| 107   | Гориція         | 466         |
| 108   | Прато           | 365         |
| 109   | Монца і Бріанца | 364         |
| 110   | Трієст          | 212         |

| Місце | Провінція       | Щільність (осіб/км²) |
| ----- | --------------- | -------------------- |
| 1     | Неаполь         | 2.625                |
| 2     | Монца і Бріанца | 2.088                |
| 3     | Мілан           | 1.924                |
| 4     | Трієст          | 1.116                |
| 5     | Рим             | 767                  |
|       |                 |                      |
| 106   | Гроссето        | 50,1                 |
| 107   | Ольбія-Темпіо   | 45,3                 |
| 108   | Нуоро           | 41,0                 |
| 109   | Валле-д'Аоста   | 38,9                 |
| 110   | Ольястра        | 31,3                 |

## Історія
| Рік  | Кількість провінцій |
| ---- | ------------------- |
| 1861 | 59                  |
| 1866 | 67                  |
| 1868 | 68                  |
| 1870 | 69                  |
| 1920 | 70                  |
| 1923 | 73                  |
| 1924 | 76                  |
| 1927 | 93                  |
| 1934 | 94                  |
| 1935 | 95                  |
| 1941 | 98                  |
| 1945 | 96                  |
| 1947 | 91                  |
| 1954 | 92                  |
| 1968 | 93                  |
| 1970 | 94                  |
| 1974 | 95                  |
| 1992 | 103                 |
| 2001 | 107                 |
| 2004 | 110                 |

## Дані про провінції
Нижче наводиться таблиця, що містить дані про кількість населення, площу, щільність населення та кількість комун по кожній із 110 провінціях. Таблиця впорядкована за чисельністю населення, починаючи з найбільшої.

### більш ніж 3 000 000 осіб
У даних провінціях Провінційна рада складається 45 членів, а Провінційна джунта з 12 (Ст. 47. Законодавчого декрета 267/2000 із змінами до ст. 2, пункту 23, 244/2007).
| Провінція | Акронім | Адміністративний регіон | Населення (ос.) | Площа (км²) | Щільність (ос./км²) | Кількість комун |
| --------- | ------- | ----------------------- | --------------- | ----------- | ------------------- | --------------- |
| Рим       | RM      | Лаціо                   | 4.110.035       | 5.352       | 768                 | 121             |
| Мілан     | MI      | Ломбардія               | 3.146.596       | 1.620       | 1.942               | 139             |
| Неаполь   | NA      | Кампанія                | 3.074.375       | 1.171       | 2.625               | 92              |

### від 700 000 до 3 000 000 осіб
У даних провінціях Провінційна рада складається 45 членів, а Провінційна джунта з 12
| Провінція       | Акронім | Адміністративний регіон | Населення (ос.) | Площа (км²) | Щільність (ос./км²) | Кількість комун |
| --------------- | ------- | ----------------------- | --------------- | ----------- | ------------------- | --------------- |
| Турин           | TO      | П'ємонт                 | 2.290.990       | 6.829       | 335                 | 315             |
| Палермо         | PA      | Сицилія                 | 1.252.249       | 4.992       | 251                 | 82              |
| Барі            | BA      | Апулія                  | 1.251.107       | 3.830       | 327                 | 41              |
| Брешія          | BS      | Ломбардія               | 1.230.159       | 4.783       | 257                 | 206             |
| Салерно         | SA      | Кампанія                | 1.106.099       | 4.918       | 225                 | 158             |
| Катанія         | CT      | Сицилія                 | 1.084.977       | 3.553       | 305                 | 58              |
| Берґамо         | BG      | Ломбардія               | 1.075.592       | 2.723       | 395                 | 244             |
| Флоренція       | FI      | Тоскана                 | 984.663         | 3.515       | 280                 | 44              |
| Болонья         | BO      | Емілія-Романья          | 976.175         | 3.702       | 264                 | 60              |
| Падуя           | PD      | Венето                  | 920.903         | 2.142       | 430                 | 104             |
| Верона          | VR      | Венето                  | 908.492         | 3.120       | 291                 | 98              |
| Казерта         | CE      | Кампанія                | 904.197         | 2.640       | 342                 | 104             |
| Генуя           | GE      | Лігурія                 | 884.635         | 1.839       | 481                 | 67              |
| Тревізо         | TV      | Венето                  | 879.408         | 2.477       | 355                 | 95              |
| Варезе          | VA      | Ломбардія               | 871.448         | 1.199       | 727                 | 141             |
| Віченца         | VI      | Венето                  | 861.768         | 2.723       | 316                 | 121             |
| Венеція         | VE      | Венето                  | 853.787         | 2.461       | 347                 | 44              |
| Лечче           | LE      | Апулія                  | 812.658         | 2.759       | 295                 | 97              |
| Монца і Бріанца | MB      | Ломбардія               | 783.749         | 364         | 2.088               | 50              |
| Козенца         | CS      | Калабрія                | 733.508         | 6.650       | 110                 | 155             |

### від 300 000 до 700 000 осіб
У даних провінціях Провінційна рада складається 30 членів, а Провінційна джунта з 10
| Провінція             | Акронім | Адміністративний регіон | Населення (ос.) | Площа (км²) | Щільність (ос./км²) | Кількість комун |
| --------------------- | ------- | ----------------------- | --------------- | ----------- | ------------------- | --------------- |
| Модена                | MO      | Емілія-Романья          | 688.286         | 2.689       | 256                 | 47              |
| Перуджа               | PG      | Умбрія                  | 661.682         | 6.332       | 104                 | 59              |
| Мессіна               | ME      | Сицилія                 | 654.601         | 3.247       | 202                 | 108             |
| Фоджа                 | FG      | Апулія                  | 640.498         | 6.966       | 92                  | 64              |
| Кунео                 | CN      | П'ємонт                 | 586.020         | 6.902       | 85                  | 250             |
| Комо                  | CO      | Ломбардія               | 584.762         | 1.288       | 454                 | 163             |
| Таранто               | TA      | Апулія                  | 580.481         | 2.436       | 238                 | 29              |
| Реджо-Калабрія        | RC      | Калабрія                | 566.507         | 3.184       | 178                 | 97              |
| Кальярі               | CA      | Сардинія                | 559.820         | 4.569       | 123                 | 71              |
| Латіна                | LT      | Лаціо                   | 545.217         | 2.250       | 242                 | 33              |
| Удіне                 | UD      | Фріулі-Венеція-Джулія   | 539.723         | 4.904       | 110                 | 136             |
| Павія                 | PV      | Ломбардія               | 539.238         | 2.965       | 182                 | 190             |
| Тренто (Автономна)    | TN      | Трентіно-Альто-Адідже   | 519.800         | 6.203       | 84                  | 223             |
| Реджо-Емілія          | RE      | Емілія-Романья          | 519.458         | 2.292       | 227                 | 45              |
| Больцано (Автономна)  | BZ      | Трентіно-Альто-Адідже   | 498.857         | 7.400       | 67                  | 116             |
| Фрозіноне             | FR      | Лаціо                   | 496.917         | 3.243       | 153                 | 91              |
| Анкона                | AN      | Марке                   | 476.016         | 1.940       | 245                 | 49              |
| Агрідженто            | AG      | Сицилія                 | 455.083         | 3.042       | 150                 | 43              |
| Авелліно              | AV      | Кампанія                | 439.565         | 2.792       | 157                 | 119             |
| Алессандрія           | AL      | П'ємонт                 | 438.726         | 3.559       | 123                 | 190             |
| Трапані               | TP      | Сицилія                 | 435.913         | 2.460       | 177                 | 24              |
| Парма                 | PR      | Емілія-Романья          | 433.154         | 3.450       | 126                 | 47              |
| Піза                  | PI      | Тоскана                 | 410.278         | 2.445       | 168                 | 39              |
| Мантуя                | MN      | Ломбардія               | 409.775         | 2.339       | 175                 | 70              |
| Бріндізі              | BR      | Апулія                  | 402.891         | 1.839       | 219                 | 20              |
| Сиракуза              | SR      | Сицилія                 | 402.840         | 2.108       | 191                 | 21              |
| К'єті                 | CH      | Абруццо                 | 396.497         | 2.588       | 153                 | 104             |
| Барлетта-Андрія-Трані | BT      | Апулія                  | 390.925         | 1.538       | 254                 | 10              |
| Лукка                 | LU      | Тоскана                 | 390.200         | 1.773       | 220                 | 35              |
| Форлі-Чезена          | FC      | Емілія-Романья          | 388.019         | 2.376       | 163                 | 30              |
| Потенца               | PZ      | Базиліката              | 386.831         | 6.549       | 59                  | 100             |
| Равенна               | RA      | Емілія-Романья          | 385.729         | 1.858       | 208                 | 18              |
| Катандзаро            | CZ      | Калабрія                | 367.990         | 2.392       | 154                 | 80              |
| Новара                | NO      | П'ємонт                 | 366.479         | 1.339       | 274                 | 88              |
| Пезаро-е-Урбіно       | PU      | Марке                   | 363.529         | 2.564       | 141                 | 60              |
| Кремона               | CR      | Ломбардія               | 360.223         | 1.771       | 203                 | 115             |
| Феррара               | FE      | Емілія-Романья          | 357.980         | 2.630       | 136                 | 26              |
| Ареццо                | AR      | Тоскана                 | 346.324         | 3.236       | 107                 | 39              |
| Ліворно               | LI      | Тоскана                 | 340.691         | 1.211       | 281                 | 20              |
| Сассарі               | SS      | Сардинія                | 336.451         | 4.281       | 79                  | 66              |
| Лекко                 | LC      | Ломбардія               | 335.420         | 816         | 411                 | 90              |
| Мачерата              | MC      | Марке                   | 322.498         | 2.774       | 116                 | 57              |
| Ріміні                | RN      | Емілія-Романья          | 321.457         | 863         | 372                 | 27              |
| Пескара               | PE      | Абруццо                 | 319.209         | 1.225       | 261                 | 46              |
| Вітербо               | VT      | Лаціо                   | 315.523         | 3.614       | 87                  | 60              |
| Рагуза                | RG      | Сицилія                 | 313.901         | 1.614       | 195                 | 12              |
| Порденоне             | PN      | Фріулі-Венеція-Джулія   | 312.359         | 2.130       | 147                 | 51              |
| Терамо                | TE      | Абруццо                 | 309.838         | 1.948       | 159                 | 47              |
| Л'Акуіла              | AQ      | Абруццо                 | 309.131         | 5.035       | 61                  | 108             |

### до 300 000 осіб
У даних провінціях Провінційна рада складається 24 членів, а Провінційна джунта з 8
| Провінція                 | Акронім | Адміністративний регіон | Населення (ос.) | Площа (км²) | Щільність (ос./км²) | Кількість комун |
| ------------------------- | ------- | ----------------------- | --------------- | ----------- | ------------------- | --------------- |
| Пістоя                    | PT      | Тоскана                 | 290.596         | 965         | 301                 | 22              |
| Беневенто                 | BN      | Кампанія                | 288.726         | 2.071       | 139                 | 78              |
| Савона                    | SV      | Лігурія                 | 286.646         | 1.545       | 186                 | 69              |
| П'яченца                  | PC      | Емілія-Романья          | 285.922         | 2.590       | 110                 | 48              |
| Кальтаніссетта            | CL      | Сицилія                 | 272.289         | 2.124       | 128                 | 22              |
| Сієна                     | SI      | Тоскана                 | 269.473         | 3.823       | 70                  | 36              |
| Ровіго                    | RO      | Венето                  | 247.164         | 1.790       | 138                 | 50              |
| Прато                     | PO      | Тоскана                 | 246.034         | 365         | 674                 | 7               |
| Трієст                    | TS      | Фріулі-Венеція-Джулія   | 236.393         | 212         | 1.115               | 6               |
| Терні                     | TR      | Умбрія                  | 232.540         | 2.122       | 110                 | 33              |
| Кампобассо                | CB      | Молізе                  | 231.900         | 2.910       | 80                  | 84              |
| Гроссето                  | GR      | Тоскана                 | 225.861         | 4.501       | 50                  | 28              |
| Лоді                      | LO      | Ломбардія               | 223.630         | 782         | 286                 | 61              |
| Ла Спеція                 | SP      | Лігурія                 | 223.071         | 881         | 253                 | 32              |
| Імперія                   | IM      | Лігурія                 | 220.712         | 1.156       | 191                 | 67              |
| Асті                      | AT      | П'ємонт                 | 220.156         | 1.511       | 146                 | 118             |
| Беллуно                   | BL      | Венето                  | 214.026         | 3.676       | 58                  | 69              |
| Асколі-Пічено             | AP      | Марке                   | 212.846         | 1.228       | 173                 | 33              |
| Матера                    | MT      | Базиліката              | 203.770         | 3.447       | 59                  | 31              |
| Масса-Каррара             | MS      | Тоскана                 | 203.698         | 1.157       | 176                 | 17              |
| Б'єлла                    | BI      | П'ємонт                 | 187.314         | 914         | 205                 | 82              |
| Сондріо                   | SO      | Ломбардія               | 182.084         | 3.210       | 57                  | 78              |
| Верчеллі                  | VC      | П'ємонт                 | 180.111         | 2.088       | 86                  | 86              |
| Фермо                     | FM      | Марке                   | 176.488         | 859         | 205                 | 40              |
| Енна                      | EN      | Сицилія                 | 173.515         | 2.561       | 68                  | 20              |
| Кротоне                   | KR      | Калабрія                | 173.370         | 1.716       | 101                 | 27              |
| Вібо-Валентія             | VV      | Калабрія                | 167.334         | 1.139       | 147                 | 50              |
| Ористано                  | OR      | Сардинія                | 167.295         | 3.040       | 55                  | 88              |
| Вербано-Кузіо-Оссола      | VB      | П'ємонт                 | 162.775         | 2.256       | 72                  | 77              |
| Нуоро                     | NU      | Сардинія                | 161.444         | 3.934       | 41                  | 52              |
| Рієті                     | RI      | Лаціо                   | 159.018         | 2.750       | 58                  | 73              |
| Ольбія-Темпіо             | OT      | Сардинія                | 154.319         | 3.397       | 45                  | 26              |
| Гориція                   | GO      | Фріулі-Венеція-Джулія   | 142.461         | 466         | 306                 | 25              |
| Карбонія-Іглезіас         | CI      | Сардинія                | 130.555         | 1.495       | 87                  | 23              |
| Валле-д'Аоста (Автономна) | AO      | Валле-д'Аоста           | 127.065         | 3.266       | 39                  | 74              |
| Медіо-Кампідано           | VS      | Сардинія                | 103.020         | 1.516       | 68                  | 28              |
| Ізернія                   | IS      | Молізе                  | 88.895          | 1.528       | 58                  | 52              |
| Ольястра                  | OG      | Сардинія                | 58.097          | 1.854       | 31                  | 23              |
| Всього                    |         |                         | 60.045.068      | 301.338     | 199                 | 8.100           |

1. ↑  Nomenclature of Territorial Units for Statistics, version 2024 // Official Journal of the European Union — Брюссельський столичний регіон: Publications Office of the European Union, 2003.